# بوينغ (فرنسا)
بوينغ (فرنسا) (بالفرنسية: Boing (France))‏هي قناة فرنسية موجهة للأطفال والمراهقين ضمن شبكة قنوات بوينغ وكرتون نتورك ونظام تيرنر للبث. أطلقت في 8 أبريل 2010.

## وصلات خارجية
- الموقع الرسمي باللغة الفرنسية